# Campeonato Mundial de Triatlón de 2019
El XXXI Campeonato Mundial de Triatlón es una serie de ocho competiciones donde la Gran Final se celebró en Lausana (Suiza) del 29 al 30 de agosto de 2019. Fue realizado bajo la organización de la Unión Internacional de Triatlón (ITU).
En la Gran Final, los 1,5 km de natación se efectuaron en las aguas del lago Lemán, los 40 km de bicicleta y los 10 km de carrera se desarrollaron en un circuito urbano de la ciudad suiza.

## Etapas
| Fecha                          | Lugar                              | Tipo       |
| ------------------------------ | ---------------------------------- | ---------- |
| 8 – 9 de marzo                 | Abu Dabi ( Emiratos Árabes Unidos) | Esprint    |
| 27 – 28 de abril               | Bermudas                           | Estándar   |
| 18 – 19 de mayo                | Yokohama ( Japón)                  | Estándar   |
| 8 – 9 de junio                 | Leeds ( Reino Unido)               | Estándar   |
| 29 de junio                    | Montreal ( Canadá)                 | Estándar   |
| 6 – 7 de julio                 | Hamburgo ( Alemania)               | Esprint    |
| 20 – 21 de julio               | Edmonton ( Canadá)                 | Estándar   |
| 29 de agosto – 1 de septiembre | Lausana ( Suiza)                   | Gran Final |

## Resultados

### Medallistas
| Evento    | Oro                               | Plata                              | Bronce                                 |
| --------- | --------------------------------- | ---------------------------------- | -------------------------------------- |
| Masculino | Vincent Luis Francia 5095 pts.    | Mario Mola · España · 4939 pts.    | Javier Gómez Noya · España · 4533 pts. |
| Femenino  | Katie Zaferes Estados Unidos 6175 | Jessica Learmonth Reino Unido 5326 | Georgia Taylor-Brown Reino Unido 5191  |

### Masculino
| Evento   | Oro                            | Plata                          | Bronce                     |
| -------- | ------------------------------ | ------------------------------ | -------------------------- |
| Abu Dabi | Mario Mola · España            | Alex Yee Reino Unido           | Fernando Alarza · España   |
| Bermudas | Dorian Coninx Francia          | Javier Gómez Noya · España     | Gustav Iden · Noruega      |
| Yokohama | Vincent Luis Francia           | Henri Schoeman Sudáfrica       | Bence Bicsák · Hungría     |
| Leeds    | Jacob Birtwhistle Australia    | Matthew McElroy Estados Unidos | Javier Gómez Noya · España |
| Montreal | Jelle Geens · Bélgica          | Mario Mola · España            | Tyler Mislawchuk · Canadá  |
| Hamburgo | Jacob Birtwhistle Australia    | Vincent Luis Francia           | Jelle Geens · Bélgica      |
| Edmonton | Jonathan Brownlee Reino Unido  | Mario Mola · España            | Marten Van Riel · Bélgica  |
| Lausana  | Kristian Blummenfelt · Noruega | Mario Mola · España            | Fernando Alarza · España   |

### Femenino
| Evento   | Oro                              | Plata                            | Bronce                           |
| -------- | -------------------------------- | -------------------------------- | -------------------------------- |
| Abu Dabi | Katie Zaferes Estados Unidos     | Taylor Spivey Estados Unidos     | Jessica Learmonth Reino Unido    |
| Bermudas | Katie Zaferes Estados Unidos     | Jessica Learmonth Reino Unido    | Joanna Brown · Canadá            |
| Yokohama | Katie Zaferes Estados Unidos     | Summer Rappaport Estados Unidos  | Taylor Spivey Estados Unidos     |
| Leeds    | Georgia Taylor-Brown Reino Unido | Katie Zaferes Estados Unidos     | Jessica Learmonth Reino Unido    |
| Montreal | Katie Zaferes Estados Unidos     | Georgia Taylor-Brown Reino Unido | Jessica Learmonth Reino Unido    |
| Hamburgo | Non Stanford Reino Unido         | Cassandre Beaugrand Francia      | Summer Rappaport Estados Unidos  |
| Edmonton | Emma Jackson Australia           | Summer Rappaport Estados Unidos  | Ashleigh Gentle Australia        |
| Lausana  | Katie Zaferes Estados Unidos     | Jessica Learmonth Reino Unido    | Georgia Taylor-Brown Reino Unido |

## Medallero
| Núm. | País           | Oro | Plata | Bronce | Total |
| ---- | -------------- | --- | ----- | ------ | ----- |
| 1    | Estados Unidos | 1   | 0     | 0      | 1     |
| 1    | Francia        | 1   | 0     | 0      | 1     |
| 3    | España         | 0   | 1     | 1      | 2     |
| 3    | Reino Unido    | 0   | 1     | 1      | 2     |
|      | TOTAL          | 2   | 2     | 2      | 6     |